# Uzkaja (kulle)
Uzkaja är en kulle i Antarktis. Den ligger i Östantarktis. Australien gör anspråk på området. Toppen på Uzkaja är 485 meter över havet.
Terrängen runt Uzkaja är platt åt nordväst, men åt sydost är den kuperad. Terrängen runt Uzkaja sluttar brant österut. Trakten är obefolkad. Det finns inga samhällen i närheten.